# Shor
El shor és una de les llengües turqueses de la branca de Sibèria parlada per menys de 10000 persones i, per tant, en una situació amenaçada. El seu lèxic presenta manlleus del rus i del mongol, pel temps de dominació soviètica. S'escriu en alfabet ciríl·lic. Presenta harmonia vocàlica, un ordre canònic de la frase SOV (amb el verb al final de l'oració) i absència de gènere gramatical. És una llengua aglutinant, com altres de la seva família lingüística. El seu sistema conté 19 consonants i 16 vocals, que poden augmentar en algunes varietats dialectals.